# 藤尾領
藤尾 領（ふじお りょう、1966年6月3日 - ）は、日本のミュージシャン・作詞家・作曲家・編曲家。東京都豊島区出身。血液型はO型。俳優のジェリー藤尾は母方の親戚。

## 来歴
小学校時代、所属するオーケストラで同じヴァイオリン担当の伊藤信雄（後のA-JARIのキーボーディスト）と出会う。
中学校時代より、フルオーケストラの編曲を始める。同じ頃、伊藤、片桐勝彦、太田守らとロックバンドを結成。ドラマーの座を争うが、ブラスバンドでパーカッションのスキルがあった伊藤に敗れ、ギターを担当する。同じ頃、地元である池袋の不良グループの集会で本多克典（後のA-JARIのボーカリスト）と出会う。
高校時代、伊藤・本多らとバンドを結成。バンド名を「A-JARI」として1984年、アマチュアバンドコンテスト「EastWest'84」に出場、ジュニア部門優秀グループ賞を受賞。プロへの足掛かりとなる。
1986年11月21日、シングル「SHADOW OF LOVE」で東芝EMIからメジャー・デビュー。
1989年、A-JARI解散。のちにTHE HEARTに加入。
1991年、THE HEART脱退。以後、寺田恵子、及川光博、諸星和己などのツアー・サポート、米倉利紀、PINK SAPPHIREなど様々なアーティストに楽曲提供を始める。劇団「第三舞台」をはじめとする舞台音楽を手がけるようになる。
1995年、池谷ひろし、浜田REACHらと共にバンド「IKEBUKURO」を結成（デビュー前はYOFFY、及川光博も在籍）。1996年4月、シングル「Diamond」リリース。11月リリースの2ndシングル「傷だらけのツバサ」がテレビアニメ「ハーメルンのバイオリン弾き」のエンディングテーマ曲（前期）に使用される。
1996年、少年隊に楽曲提供。
1998年、IKEBUKURO解散。以後フリーのミュージシャンとして活動。
2002年、木暮武彦率いるサイコデリシャスにキーボーディスト、ヴァイオリニストとして参加。
2006年、ソロ・アルバム「1984-2000」をリリース。この頃から「月島晴海」名義で、子ども音楽なども手がけるようになる。
2010年、和術慧舟會RJWに入会し総合格闘技を嗜む。「NAONのYAON」の編曲・音楽監督を担当。
2011年、A-JARIのトリビュート・アルバム「LIKE A <Tribute to A-JARI>」をプロデュース&リリース。7月27日、ギター・インスト・アルバム「D on Guitars」を全世界配信。
2012年、デス・フォーク・ユニット「千早」を結成。 キックボクサー山本優弥、寺戸伸近、寺崎直樹らの入場曲を収録したアルバム「力、鼓舞」リリース。同年11月14日、ギター・インスト・アルバム「東京湾岸風景」を全世界配信。
2013年、BONNIE PINK、新日本フィルハーモニー交響楽団、東京混声合唱団によるコラボ・コンサートのフルオーケストラ・アレンジを手がける。
2017年、「Guitar Girls Collection」（後の「World Guitar Girls Collection」）の編曲、プロデュースを担当開始。
2020年5月2日、A-JARIが2021年11月21日までの期間限定で再結成することを発表。藤尾もオリジナルメンバーの一人として参加した。